# Škoda S-III
Škoda S-III — чехословацкий средний танк 1930-х годов, также фигурировал под названиями Š-III, KSU и KUŠ.

## История

### Начало проекта
В 1931 году чехословацкая армия выдала техническое задание на разработку среднего танка под общим обозначением KUV. В борьбу за право получить выгодный заказ вступили фирмы Tatra и Škoda. Проектировался колёсно-гусеничный танк, который должен был иметь преимущество в передвижении по шоссе. Право на заказ выиграла фирма Škoda и начала в июле 1931 года разрабатывать танк KSU (чеш. Kombinovany stredni utocny, Комбинированный средний наступательный).

### Описание
Ходовая часть внешне соответствовала легкому танку S-II и состояла из следующих компонентов:
1. Заднее ведущее колесо.
2. Передний натяжной каток.
3. 8 опорных катков (4 тележки по два катка).
4. Переднее направляющее колесо.
5. 4 поддерживающих ролика.

Танк был частично экранирован (на бортах). Корпус танка сам не имел больших отличий от Š-II, за исключением чуть меньшей высоты. Для него был спроектирован специальный башенный лафет типа Skoda AB/BA (в первом варианте можно было поставить 37-мм пушку, во втором - 70-мм орудие). Выбрали в итоге вариант с 37-мм орудием, к которому добавили 7,92-мм пулемет ZB vz.25 (модификация австрийского Schwarzloze). Планировалось, что танк будет оснащен карбюраторным двигателем мощностью 140 л.с. Оценочная масса Š-III составляла от 12 до 16,5 тонн.

### Производство
Официально проект был утвержден 29 мая 1933 года на совещании в городе Пльзень. Военная комиссия решила всё же отказаться от колесно-гусеничного хода. Заказ на два опытных экземпляра Š-III был выдан только 14 июля 1934 года. К этому времени в производстве находился прототип среднего танка Tatra T-III, вооружение которого состояло из 47-мм пушки и двух пулеметов. Чтобы не отставать от конкурентов, инженеры фирмы Škoda установили такое же оружие.

### Испытания и последствия
Два экземпляра были готовы в декабре 1936 и феврале 1937 года каждый, но танк уже считался устаревшим. Исправить недостатки не успели до оккупации Чехословакии. Первый танк был списал осенью и разобран, второй был отправлен в Германию в начале 1940 года и таинственным образом исчез.